# Brachyphylla
Brachyphylla är ett släkte av fladdermöss som ingår i familjen bladnäsor.
Släktnamnet är sammansatt av de grekiska orden brachys och phyllo (kort blad). Det syftar på näsans hudflik som är mindre än hos andra bladnäsor.
Arter enligt Catalogue of Life och Wilson & Reeder (2005):
- Brachyphylla cavernarum
- Brachyphylla nana

Arterna förekommer på öar i Västindien, bland annat Kuba, Hispaniola och Puerto Rico. De vistas där i olika habitat.
Individerna når en kroppslängd (huvud och bål) av 7 till 12 cm och en vikt av 45 till 67 gram. Arterna saknar svans. Pälsen är på ovansidan gul till elfenbensfärgad. Axlarna och sidorna är blekare och vid buken finns brun päls. Dessa bladnäsor har inget riktigt blad (hudflik) vid näsan utan bara en V-formig knöl. De små öronen är inte sammanlänkade med hud.
Brachyphylla vilar främst i grottor och ibland i byggnader eller i andra gömställen. Vid viloplatsen bildas större kolonier som kan ha 10 000 medlemmar. Arterna blir aktiva senare på kvällen. De äter frukter, blommor, pollen, nektar och insekter. Honor föder en unge per kull som väger 10 till 15 gram vid födelsen.
IUCN listar båda arter som livskraftig (LC).